# نیما یوشیج (فیلم)
نیما یوشیج فیلمی به کارگردانی و نویسندگی نادر کجوری ساختهٔ سال ۱۳۸۵ است.

## بازیگران
- اسماعیل محرابی
- امید محرابی
- فاطمه گودرزی
- محمد کاسبی
- علی اوسیوند
- فلور نظری
- آتش تقی‌پور